# سن-مارسلن، کبک
سَن-مَرسُلَن (به فرانسوی: Saint-Marcellin) قصبه‌ای در منطقه شهری ریموسکی-نژت ناحیه با-سن-لوران در استان کبک کانادا است. در سرشماری سال ۲۰۱۱ این قصبه ۳۵۶ نفر جمعیت داشته‌است و مساحت آن ۱۱۷٫۰۱ کیلومتر مربع است.